# Oga
Oga (男鹿市 Oga-shi?) es una ciudad localizada en la prefectura de Akita, Japón. En octubre de 2018 tenía una población de 26.392 habitantes y una densidad de población de 109 personas por km². Su área total es de 241,09 km².

## Geografía

### Municipios circundantes
- Prefectura de Akita
  - Ōgata
  - Mitane
  - Katagami

## Demografía
Según datos del censo japonés, la población de Oga ha disminuido en los últimos años.
| Año del censo | Población |
| ------------- | --------- |
| 1995          | 40.517    |
| 2000          | 38.130    |
| 2005          | 35.637    |
| 2010          | 32.294    |
| 2015          | 28.375    |

## Namahage
El festival de Namahage, al igual que Halloween, cuenta con una visita en las casas de puerta en puerta, con el vestuario. Con el propósito de superar la adversidad, uno de los eventos tradiciones que tienen lugar en la víspera de año nuevo, cada año.